# Teoria homotopii

Przykład homotopii dwóch linii

Teoria homotopii – dział topologii algebraicznej powiązany z teorią homologii. Teoria homotopii zajmuje się badaniem „kształtu” przestrzeni topologicznych, porównując je z dobrze znanymi przestrzeniami typu (wielowymiarowe) kule, torusy. Podstawowym narzędziem tej teorii jest pojęcie homotopii i homotopijnej równoważności odwzorowań ciągłych. Teoria homotopii jest silnym narzędziem współczesnej geometrii różniczkowej. Początków teorii homotopii można doszukiwać się w pracach Henri Poincarégo. Znaczący wkład w rozwój tej teorii wniósł polski matematyk Karol Borsuk.